# Tarahumara-Sprache

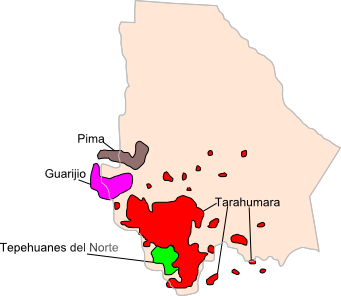
Chihuahua: Das Tarahumara-Sprachgebiet ist rot eingezeichnet.

Tarahumara (Rarámuri) ist eine indigene Sprache im Norden Mexikos, gesprochen von der Ethnie der Tarahumara. Sie gehört zu den uto-aztekischen Sprachen (ISO-639-5-Code [azc]).
Tarahumara wird laut Volkszählung von 2010 von etwa 88.000 Menschen im Südwesten des Bundesstaats Chihuahua gesprochen. SIL International unterteilt das Tarahumara in vier Einzelsprachen (davon das Zentrale Tarahumara mit 55.000 Sprechern im Jahre 2000 die sprecherreichste). Nach ISO 639 besteht die Sprache aus fünf Varietäten: Der ISO-639-3-Code [tar] steht für Central Tarahumara, [thh] für Northern Tarahumara, [tcu] für Southeastern Tarahumara, [twr] für Southwestern Tarahumara, [tac] für Western Tarahumara.
Anders als das verwandte Nahuatl weist das Tarahumara kein Vigesimalsystem, sondern ein Dezimalsystem auf. Auch die Zahlen bis Zehn ähneln sich in diesen beiden Sprachen nicht.